# 上使街道
上使街道（じょうしかいどう）とは、越中国で中世以前より江戸時代初期まで北陸道の本道であった道で、今石動（現・小矢部市） - 戸出（現・高岡市） - 中田（現・高岡市） - 富山（現・富山市）に至る街道のことを指す。

## 一里塚

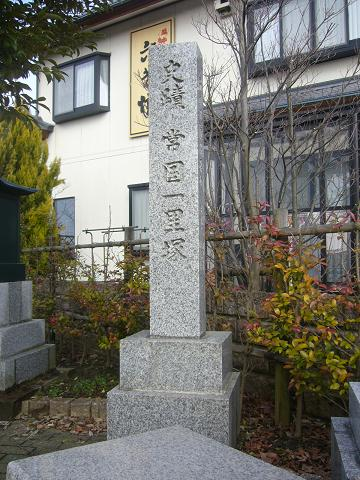
常国一里塚（高岡市常国・一里塚公園内）

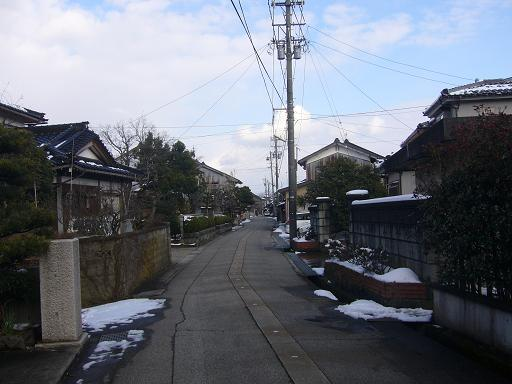
上使街道（大清水の町並み）

江戸幕府は慶長6年（1604年）、まず東海道、東山道、北陸道の3道に「一里塚」の設置を指令した。
富山県内には23箇所の一里塚が加賀藩によって設置されたがこれらの一里塚は上使街道（旧北陸道）上にある。

## 2つの旧北陸道
上使街道は江戸時代初期までの北陸道の主道であったため旧北陸道とも呼ばれる。
室町時代から江戸時代にかけてこの街道沿いに水戸田、大清水、中田、戸出などの街並みが成立した。
だが江戸時代中期以降には今石動 - 高岡 - 小杉新村 - 富山の街道が北陸道の主道となったため、こちらも旧北陸道と呼ばれる。
2つを区別するため本来の北陸道の方を上使街道と呼ぶ場合が多い。

## 「中田通」
現在の道路地図などにおいては、富山県道9号富山戸出小矢部線を指して上使街道が書かれることも多いが、
「上使街道」という呼称は主に高岡市戸出地区において使用されていた呼称である。同市中田地区では中田通、中田往来、中田戸出往来などと呼ばれる方が一般的であった。

## 上使街道の名前の由来
江戸時代、江戸幕府は将軍の代が替わるたびに目付役を地方に派遣し監察させた。これを「巡見上使」、「廻国上使」と呼んだ。この巡見上使が通った道が「上使街道」、「上使往来」、「巡見使道」、「巡見往来」と呼ばれる道である。巡見上使が通った経路は複数あったと見られる。
1647年12月12日の『越中道記』によるところには、水戸田（現・射水市） - 円池（現・射水市） - 常国（現・高岡市） - 中田（現・高岡市） - 中ノ宮（現・高岡市） - 古戸出（現・高岡市） - 芹川（現・小矢部市） - 今石動（現・小矢部市） - 埴生（現・小矢部市） - 新町（現・小矢部市） - 倶利伽羅峠（現・富山石川県境）と、現在の上使街道を通っていた記述が残っている。
その他の巡見上使が通ったルートとして、
「加賀国（現・石川県）床鍋 - 日名田 - 小久米 - 田江 - 小窪 - 新保 - 中村 - 泉 - 大野 - 鞍川 - 氷見 - 窪 - 柳田 - 下子田 - 小竹（以上、現・氷見市） - 東海老坂 - 守山 - 板屋 - 岩坪 - 答野島 - 三日市 - 土屋（以上、現・高岡市） - 田川 - 今石動 - 芹川（以上、現・小矢部市） - 矢部 - 夏住 - 横越 - 油屋 - 戸出（以上、現・高岡市） - 石丸 - 千代 - 十年明 - 杉木 - 苗加（以上、現・砺波市） - 高儀 - 福野 - 在房 - 宗守 - 鍛冶 - 梅井 - 是安 - 城端 - 北野 - 長楽寺 - 井口 - 池尻 - 久保 - 沖 - 川原崎 - 井波（以上、現・南砺市） - 金屋岩黒 - 庄金剛寺 - 金剛寺 - 三谷 - 三合新 - 宮森新（以上、現・砺波市） - 東保新 - 今泉新 - 小泉新（以上、現・高岡市） - 松原 - 水戸田 - 黒河（以上、現・射水市） - 中老田 - 花木 - 嶺茶屋 - 御福 - 富山 - 稲荷町 - 新庄町 - 日置 - 雄山神社 - 岩峅寺 - 雄山神社 - 日置 - 新庄町（以上、現・富山市）→越後国（現・新潟県）」
と南砺方面を経由したルートなどの記録も残っている。
このような理由から本道を指して上使街道と呼ぶことはあまり正当ではなく、近年再び歴史の掘り下げが活発に行われた結果、再び「旧北陸道」「北陸本街道」などと呼ばれる機会も増えてきている。